# Historia de varios pueblos eslavos, especialmente de búlgaros, croatas y serbios
Historia de varios pueblos eslavos, especialmente de búlgaros, croatas y serbios (en serbio: Istorija raznih slovenskih narodov, najpače Bolgar, Horvatov i Serbov) es una crónica del escritor e historiador serbio Jovan Rajić. Considerada una de sus mejores obras, es además, la primera recopilación de la historia del pueblo serbio. Se imprimió en Viena (Austria), en la imprenta de Stefan von Novaković. Rajić terminó su obra en 1768, pero debido a la censura, se imprimió un cuarto de siglo después.

## Descripción
En el libro se trata sobre el origen, la cultura y el desarrollo de los pueblos eslavos en los Balcanes. Tal y como lo dice el título, se centra en los pueblos serbios, croatas y búlgaros; ya que estos tienen mucho en común.

## Composición
Se divide en 4 volúmenes, aunque muchas veces se unen los 4 en un solo libro. Cada volumen trata y evalúa detalladamente cada dato sobre los eslavos en la península balcánica. En total, tiene más de 500 páginas.